# ロッチェッラ・ヴァルデーモネ
ロッチェッラ・ヴァルデーモネ（イタリア語: Roccella Valdemone, シチリア語: Ruccedda Vaddemuni）は、イタリア共和国シチリア州メッシーナ県にある、人口約600人の基礎自治体（コムーネ）。

## 地理

### 位置・広がり

#### 隣接コムーネ
隣接するコムーネは以下の通り。括弧内のCTはカターニア県所属を示す。
- カスティリオーネ・ディ・シチーリア (CT)
- マルヴァーニャ
- モーイオ・アルカンタラ
- モンタルバーノ・エリコーナ
- ランダッツォ (CT)
- サンタ・ドメーニカ・ヴィットーリア